# Asociación Atlética Eureka
L'Asociación Atlética Eureka è stata una società calcistica argentina di Buenos Aires, fondata il 14 gennaio 1915.

## Storia
La società venne fondata a Buenos Aires nel 1915; nel 1916 giocò le sue gare al campo di Carrasco 350, a Floresta, per poi spostarsi all'impianto di Pavón 186 ad Avellaneda. Iscrittasi alla Asociación Argentina de Football, debuttò in massima serie durante la Copa Campeonato 1919 dopo aver vinto la seconda divisione nel 1918. In quel torneo giunse al 4º posto su 6, con 3 punti in 4 partite; il campionato non fu concluso ma il titolo fu comunque assegnato al Boca Juniors. Nel 1920 l'Eureka fu assorbito dal Club Sportivo Palermo.

## Palmarès

### Competizioni nazionali
- División Intermedia: 1

1918